# グナエウス・コルネリウス・レントゥルス (紀元前201年の執政官)
グナエウス・コルネリウス・レントゥルス（ラテン語: Gnaeus Cornelius Lentulus、- 紀元前183年）は、紀元前3世紀後期から紀元前2世紀前半の共和政ローマの政務官。紀元前201年に執政官（コンスル）を務めた。

## 出自
エトルリアに起源を持つパトリキ（貴族）であるコルネリウス氏族の出身であるが、コルネリウス氏族はローマでの最も強力で多くの枝族を持つ氏族でもあった。レントゥルスのコグノーメン（第三名、家族名）は、lentes（レンズ豆）に由来すると考えられており、最初に名乗ったのはルキウス・コルネリウス・レントゥルス (紀元前327年の執政官)であるが、氏族の他の人間との繋がりは分からない。
父はルキウス・コルネリウス・レントゥルス・カウディヌス (紀元前237年の執政官)。祖父のルキウス・コルネリウス・レントゥルス・カウディヌス (紀元前275年の執政官)は、凱旋式を挙行している。
弟はルキウス・コルネリウス・レントゥルス (紀元前199年の執政官)と考えられている。
息子のルキウス・コルネリウス・レントゥルス・ルプスは紀元前156年に、グナエウス・コルネリウス・レントゥルスは紀元前146年に、それぞれ執政官を務めている。

## 経歴
紀元前216年、カンナエの戦いに参加したトリブヌス・ミリトゥム（高級士官）の一人であった。複数の古代の記録において、ローマ軍の完全な敗北がほぼ明らかになった時点で、レントゥルスは負傷して岩の上に座る執政官ルキウス・アエミリウス・パウルスを見つけ、彼に自分の馬を渡してパウルスを救おうとしたものの、パウルスはこれを拒否して彼の最後の言葉をクィントゥス・ファビウス・マクシムスに伝えるように言ったと記録されているが、おそらくは創作である。
紀元前212年、クァエストル（財務官）を務めた。ウェネウェントゥム（現在のベネヴェント）付近でハンニバルと戦っていたティベリウス・センプロニウス・グラックスが待ち伏せ攻撃にあって戦死すると、レントゥルスはハンニバルから送られたグラックスの首を用いて、野営地で葬儀をとりおこなったとされる（ハンニバル自身が葬儀を行い、遺灰をローマに送ったとの説もあり、こちらが一般に受け入れられている）。その後しばらくレントゥルスはグラックスの軍の指揮を執った。ハンニバルがカプアで戦っているときに、レントゥルスの騎兵が突如出現し、両軍ともにそれが敵軍の増援部隊と考えて戦闘を停止したとされる。
紀元前205年、アエディリス・クルリス（上級按察官）に就任したが、同僚は弟のルキウスとも、いとこのプブリウスとも言われている。
紀元前201年、同僚のプレプス（平民）プブリウス・アエリウス・パエトゥスと共に執政官に就任した。前年にスキピオ・アフリカヌスがザマの戦いで決定的な勝利を収めてはいたものの、第二次ポエニ戦争は未だ継続していた。このため、レントゥルスはアフリカへの出征を求めた。それが実現すれば最後の栄光は彼のものとなる。パエトゥスはこれに干渉しなかったが、リウィウスによると、これはそのようなことは不可能と考えていたからだとしている。
民会はスキピオをアフリカにおける総司令官とすることを再度認めたが、最終決定は元老院に委ねられた。元老院は、執政官の一人が艦隊を率いてシキリアへ向かい、戦争が継続するようであるならば艦隊を率いてアフリカへ行くこととした。レントゥルスがその役割を担うことになった。カルタゴの外交団が講和交渉のためにローマを訪れるとレントゥルスは講和を妨害しようとしたが、これには失敗したという。
結局護民官のマニウス・アキリウス・グラブリオとクィントゥス・ミヌキウス・テルムスがレントゥルスにアフリカを割り当てることに反対し、カルタゴとの和平をプレプス民会で決議した。
ティトゥス・リウィウスの記録を信じるならば、スキピオは紀元前202年の執政官ティベリウス・クラウディウス・ネロとレントゥルスが、カルタゴを完全に破壊することを妨げたと後に繰り返し述べている。しかし、これはスキピオの歴史的な外交政策に反するものであり、これが事実かどうかは疑わしい。
翌紀元前200年も艦隊を率いていたと考えられ、その年の執政官プブリウス・スルピキウス・ガルバ・マクシムスがエピルスに遠征する際、彼の艦隊から引き抜いている。
紀元前199年、ナルニアに植民を追加する三人委員の一人に、プブリウス・アエリウス・パエトゥス (紀元前201年の執政官)、セクストゥス・アエリウス・パエトゥス・カトゥスと共に選ばれた。
紀元前196年、レガトゥス（外交使節）としてピリッポス5世の元に派遣されている。
紀元前184年に死去したが、鳥占官を務めており、おそらく紀元前217年より前からであろうと考えられ、後継者にはスプリウス・ポストゥミウス・アルビヌス (紀元前186年の執政官)が選出されている。

## 参考資料

### 古代の資料
- カピトリヌスのファスティ
- ティトゥス・リウィウス『ローマ建国史』
- プルタルコス『対比列伝：ファビウス』
- セクストゥス・ユリウス・フロンティヌス『戦術論』

### 研究書
- Bobrovnikova T. "Scipio African" - M .: Young Guard, 2009. - 384 p. - ISBN 978-5-235-03238-5 .
- Broughton R. Magistrates of the Roman Republic. - New York, 1951. - Vol. I. - P. 600.
- Haywood R. "Studies on Scipio Africanus" - Baltimore, 1933.
- Münzer F. "Cornelii Lentuli" // RE. - 1900. - T. VII . - P. 1355-1357 .
- Münzer F. "Cornelius 176" // RE. - 1900. - T. VII . - P. 1358-1361 .
- Sumner G. "Proconsuls and "Provinciae" in Spain, 218/7 - 196/5 BC" // Arethusa. - 1970. - T. 3.1 . - P. 85-102 .
- Rodionov E. "Punic Wars" - St. Petersburg. : Publishing house of St. Petersburg State University, 2005. - 626 p. - ISBN 5-288-03650-0 .